# Atrichochira inermis
Atrichochira inermis är en tvåvingeart som först beskrevs av Mario Bezzi 1912.  Atrichochira inermis ingår i släktet Atrichochira och familjen svävflugor.
Artens utbredningsområde är Malawi. Inga underarter finns listade i Catalogue of Life.